# Pierre Messmer
Pierre Joseph Auguste Messmer (Vincennes, 20 de març de 1916 - 29 d'agost de 2007) va ser un polític gaullista francès. Veterà de les forces de la França Lliure, lluità a la batalla de Bir Hakeim. Ocupà el càrrec de Primer Ministre sota la presidència de Georges Pompidou el 1972.

## Biografia
Pierre Messmer va néixer a Vincennes el 1916. Es va graduar el 1936 a l'Institut national des langues et civilisations orientales (INALCO) i l'any següent a l'Ecole nationale de la France d'outre-mer (Escola Nacional de la França d'Ultramar).

### Segona Guerra Mundial
Es anomentat alt funcionari de l'administració colonial i obté el doctorat en lleis el 1939. En esclatar la Segona Guerra Mundial, era subtinent del 12è regiment de tirailleurs senegalesos, i va rebutjar la capitulació de França després de la derrota. Després va segrestar a Marsella un vaixell de càrrega italià (el Capo Olmo), juntament amb el seu amic Jean Simon (futur general francès), i va navegar primer a Gibraltar, després a Londres i es va comprometre a les Forces Francesos Lliures com a membre del XIII. Semibrigada de la Legió Estrangera francesa.
Messmer va participar llavors a la campanya a Eritrea, a Síria, a Líbia, participant a la batalla de Bir Hakeim i a la campanya de Tunísia. També va lluitar a la batalla d'El Alamein a Egipte. Es va incorporar a l'estat major de Londres del general Koenig i va participar en el desembarcament a Normandia l'agost de 1944 i en l'Alliberament de París.
El gener de 1945, ascendit a comandant, va ser enviat a Calcuta per crear allí una Missió d'Enllaç Administratiu Militar com a Comissari interí de la República. Salta en paracaigudes el 25 d'agost de 1945 a Tonkin per crear-hi una nova missió, va ser fet presoner pel Viet-Minh. Després de dos mesos de captivitat, va escapar i es va unir a les forces franceses.
Nomenat Compagnon de la Libération el 1941,va rebre la Croix de guerre amb sis citacions després de l'Alliberament, així com la medalla de la Resistència.

### Postguerra
Messmer va començar el seu servei com a funcionari d'alt nivell com a governador de Mauritània de 1952 a 1954, i després va exercir com a governador de Costa d'Ivori de 1954 a 1956, quan va tornar breument a París com a membre del personal ministerial de Gaston Defferre, ministre de Territoris d'Ultramar que va promulgar el Llei Defferre que atorgava als territoris colonials autonomia interna, un primer pas cap a la independència.
Alt Comissionat de la República al Camerun el 1956-1958, i després Alt Comissionat i Governador General de l'Africa Equatorial Francesa del 1958 al 1959, Pierre Messmer va ser ministre de les Forces Armades de 1960 a 1969, Ministre d'Estat encarregat dels Territoris francesos d'ultramar (1971-1972) i primer ministre del juliol del 1972 al maig del 1974.
Pierre Messmer també va ser diputat de l'UDR a Mosel·la (1968-1988), conseller regional (1968-1992) i president del Consell Regional de Lorena, conseller general de Mosel·la (març de 1970-març de 1982) i alcalde de Sarrebourg durant 18 anys (1971-1989)